# Christine Herbst
Christine Herbst (n. 19 iulie 1957, Dresda, RDG) este o înotătoare ce a reprezentat Germania, medaliată olimpică. A participat la o ediție a Jocurilor Olimpice (1972) în care a câștigat o medalie de argint.

## Participări
Lista de mai jos prezintă principalele competiții la care a participat Christine Herbst de-a lungul carierei.
- swimming at the 1972 Summer Olympics – women's 4 × 100 metre medley relay[*]